# Thamnotettix ghilianii
Thamnotettix ghilianii är en insektsart som beskrevs av Ferrari 1892. Thamnotettix ghilianii ingår i släktet Thamnotettix och familjen dvärgstritar. Inga underarter finns listade i Catalogue of Life.